# Trident Racing
Trident Racing es una escudería italiana que participa desde su fundación en 2006 en la competencia automovilística GP2 Series. Ahora llamada Campeonato de Fórmula 2 de la FIA, y también en el Campeonato de Fórmula 3 de la FIA, donde han resultado campeones con Gabriel Bortoleto en 2023, Leonardo Fornaroli en 2024 y Rafael Câmara en 2025. También compiten actualmente en la Fórmula Regional Europea.

## Historia
Es fundada en 2006 por Maurizio Salvadori junto a Tommaso Rocca, participando por primera vez en una temporada de la GP2 con los pilotos Gianmaria Bruni italiano y el austriaco Andreas Zuber, quienes obtendrían tres victorias para el equipo dos de las cuales la obtuvo Bruni. Actualmente la escudería tiene como director técnico a Vittorino Mattai. Para la temporada 2007 ficha a los pilotos Pastor Maldonado (Venezuela) y Kōhei Hirate (Japón). Sus principales patrocinadores son PDVSA y el programa de la compañía Toyota TDP. En 2011 terminan octavos con 22 puntos y dos victorias, siendo su mejor año desde 2006.

## Resultados

### Categorías actuales

#### Campeonato de Fórmula 2 de la FIA
(Clave) (negrita indica pole position) (cursiva indica vuelta rápida puntuable)

| Año   | Chasis                                 | Neu. | N.º | Pilotos             | 1    | 1    | 2    | 2    | 3   | 3   | 4    | 4    | 5    | 5    | 6   | 6   | 7   | 7   | 8   | 8   | 9   | 9   | 10  | 10  | 11  | 11  | 12  | 12  | Puntos | Pos. | Ref.   |
| ----- | -------------------------------------- | ---- | --- | ------------------- | ---- | ---- | ---- | ---- | --- | --- | ---- | ---- | ---- | ---- | --- | --- | --- | --- | --- | --- | --- | --- | --- | --- | --- | --- | --- | --- | ------ | ---- | ------ |
| 2017  | Dallara GP2/11 Mecachrome V8108 GP2 V8 | P    |     |                     | SAK  | SAK  | BAR  | BAR  | MON | MON | BAK  | BAK  | SPI  | SPI  | SIL | SIL | BUD | BUD | SPA | SPA | MNZ | MNZ | JER | JER | YMC | YMC |     |     | 9      | 10.º | [ 6 ]  |
| 2017  | Dallara GP2/11 Mecachrome V8108 GP2 V8 | P    | 16  | Nabil Jeffri        | 19   | 16   | 18   | 18   | 14  | 11  | Ret  | 17   | 18   | 12   | 15  | 18  | 12  | 15  | 11  | 15  | 12  | 17  | 9   | 15  | Ret | 16  |     |     | 9      | 10.º | [ 6 ]  |
| 2017  | Dallara GP2/11 Mecachrome V8108 GP2 V8 | P    | 17  | Sergio Canamasas    | 14   | 11   | Ret  | 11   | 10  | 17  | 9    | 15   |      |      |     |     |     |     |     |     |     |     |     |     |     |     |     |     | 9      | 10.º | [ 6 ]  |
| 2017  | Dallara GP2/11 Mecachrome V8108 GP2 V8 | P    | 17  | Raffaele Marciello  |      |      |      |      |     |     |      |      | 19   | Ret  |     |     |     |     |     |     |     |     |     |     |     |     |     |     | 9      | 10.º | [ 6 ]  |
| 2017  | Dallara GP2/11 Mecachrome V8108 GP2 V8 | P    | 17  | Callum Ilott        |      |      |      |      |     |     |      |      |      |      | 19  | 14  |     |     |     |     |     |     |     |     |     |     |     |     | 9      | 10.º | [ 6 ]  |
| 2017  | Dallara GP2/11 Mecachrome V8108 GP2 V8 | P    | 17  | Santino Ferrucci    |      |      |      |      |     |     |      |      |      |      |     |     | 9   | 14  | 9   | 10  | Ret | 14  | Ret | 13  | 14  | 15  |     |     | 9      | 10.º | [ 6 ]  |
| 2018  | Dallara F2 2018 Mecachrome V6 Turbo    | P    |     |                     | SAK  | SAK  | BAK  | BAK  | BAR | BAR | MON  | MON  | LEC  | LEC  | SPI | SPI | SIL | SIL | BUD | BUD | SPA | SPA | MNZ | MNZ | SOC | SOC | YMC | YMC | 37     | 10.º | [ 7 ]  |
| 2018  | Dallara F2 2018 Mecachrome V6 Turbo    | P    | 16  | Arjun Maini         | 15   | 14   | Ret  | 5    | Ret | 13  | 5    | 5    | 10   | 13   | 14  | 10  | 14  | 13  | 12  | 14  | 14  | 8   | Ret | 9   | 15  | 15  | Ret | DNS | 37     | 10.º | [ 7 ]  |
| 2018  | Dallara F2 2018 Mecachrome V6 Turbo    | P    | 17  | Santino Ferrucci    | 14   | 20   | 11   | 6    | DNS | 11  | 13   | 12†  | 13   | 9    | 10  | 7   | 16  | DSQ |     |     |     |     |     |     |     |     |     |     | 37     | 10.º | [ 7 ]  |
| 2018  | Dallara F2 2018 Mecachrome V6 Turbo    | P    | 17  | Alessio Lorandi     |      |      |      |      |     |     |      |      |      |      |     |     |     |     | 14  | Ret | 13  | 15  | 15  | 12  | 7   | Ret | 13  | 14  | 37     | 10.º | [ 7 ]  |
| 2019  | Dallara F2 2018 Mecachrome V6 Turbo    | P    |     |                     | SAK  | SAK  | BAK  | BAK  | BAR | BAR | MON  | MON  | LEC  | LEC  | SPI | SPI | SIL | SIL | BUD | BUD | SPA | SPA | MNZ | MNZ | SOC | SOC | YMC | YMC | 23     | 10.º | [ 8 ]  |
| 2019  | Dallara F2 2018 Mecachrome V6 Turbo    | P    | 20  | Giuliano Alesi      | 12   | DSQ  | Ret  | Ret  | Ret | 16  | 11   | Ret  | 10   | 14   | 13  | Ret | 17  | Ret | 13  | 12  | C   | C   | 7   | 7   | 13  | 8   | 8   | 5   | 23     | 10.º | [ 8 ]  |
| 2019  | Dallara F2 2018 Mecachrome V6 Turbo    | P    | 21  | Ralph Boschung      | 11   | 14   | 12   | Ret  | 10  | 10  | 9    | Ret  | Ret  | 15   |     |     |     |     | 18† | 18  | C   | C   |     |     | 14  | 12  |     |     | 23     | 10.º | [ 8 ]  |
| 2019  | Dallara F2 2018 Mecachrome V6 Turbo    | P    | 21  | Ryan Tveter         |      |      |      |      |     |     |      |      |      |      | 15  | 16  |     |     |     |     |     |     |     |     |     |     |     |     | 23     | 10.º | [ 8 ]  |
| 2019  | Dallara F2 2018 Mecachrome V6 Turbo    | P    | 21  | Dorian Boccolacci   |      |      |      |      |     |     |      |      |      |      |     |     | Ret | 14  |     |     |     |     |     |     |     |     |     |     | 23     | 10.º | [ 8 ]  |
| 2019  | Dallara F2 2018 Mecachrome V6 Turbo    | P    | 21  | Christian Lundgaard |      |      |      |      |     |     |      |      |      |      |     |     |     |     |     |     |     |     |     |     |     |     | 14  | 12  | 23     | 10.º | [ 8 ]  |
| 2020  | Dallara F2 2018 Mecachrome V6 Turbo    | P    |     |                     | SPI1 | SPI1 | SPI2 | SPI2 | BUD | BUD | SIL1 | SIL1 | SIL2 | SIL2 | BAR | BAR | SPA | SPA | MNZ | MNZ | MUG | MUG |     |     |     |     |     |     | 6      | 11.º | [ 9 ]  |
| 2020  | Dallara F2 2018 Mecachrome V6 Turbo    | P    | 22  | Roy Nissany         | 10   | 12   | 15   | 18   | Ret | 17  | Ret  | 16   | 15   | 18   | Ret | 12  | 8   | Ret | 19  | 10  | 15  | 10  |     |     |     |     |     |     | 6      | 11.º | [ 9 ]  |
| 2020  | Dallara F2 2018 Mecachrome V6 Turbo    | P    | 23  | Marino Sato         | Ret  | 17   | 16   | Ret  | Ret | 20  | 20   | 12   | 17   | 17   | 15  | 21  | 14  | Ret | 20  | 13  | 14  | 8   |     |     |     |     |     |     | 6      | 11.º | [ 9 ]  |
| 2021* | Dallara F2 2018 Mecachrome V6 Turbo    | P    |     |                     | 1    | 1    | 1    | 2    | 2   | 2   | 3    | 3    | 3    | 4    | 4   | 4   | 5   | 5   | 5   | 6   | 6   | 6   | 7   | 7   | 7   | 8   | 8   | 8   | 35     | 9.º  | [ 10 ] |
| 2021* | Dallara F2 2018 Mecachrome V6 Turbo    | P    | SAK | SAK                 | SAK  | MON  | MON  | MON  | BAK | BAK | BAK  | SIL  | SIL  | SIL  | MNZ | MNZ | MNZ | SOC | SOC | SOC | YED | YED | YED | YMC | YMC | YMC |     |     | 35     | 9.º  | [ 10 ] |
| 2021* | Dallara F2 2018 Mecachrome V6 Turbo    | P    | 24  | Bent Viscaal        | 13   | 12   | 17   | 14   | 11  | 11  | 10   | 4    | 17   | 16   | Ret | 13  | 7   | 2   | 15† | Ret | C   | Ret | 10  | 2   | 12  | 13  | 10  | 12  | 35     | 9.º  | [ 10 ] |
| 2021* | Dallara F2 2018 Mecachrome V6 Turbo    | P    | 25  | Marino Sato         | 15   | 8    | 14   | 19†  | Ret | 14  | 18   | 13   | 15   | NC   | 16  | 19  | NC  | 20  | Ret | 14  | C   | 14  | Ret | 13  | 18  | 19  | 16  | 17  | 35     | 9.º  | [ 10 ] |

- * Temporada en progreso.

#### Campeonato de Fórmula 3 de la FIA
(Clave) (negrita indica pole position) (cursiva indica vuelta rápida puntuable)

| Año   | Chasis                                | Neu. | N.º | Pilotos            | 1    | 1    | 2    | 2    | 3   | 3   | 4    | 4    | 5    | 5    | 6   | 6   | 7   | 7   | 8   | 8   | 9   | 9   |     |     |     |     |   |   | Puntos | Pos. | Ref.   |
| ----- | ------------------------------------- | ---- | --- | ------------------ | ---- | ---- | ---- | ---- | --- | --- | ---- | ---- | ---- | ---- | --- | --- | --- | --- | --- | --- | --- | --- | --- | --- | --- | --- | - | - | ------ | ---- | ------ |
| 2019  | Dallara F3 2019 Mecachrome V634 3.4 L | P    |     |                    | BAR  | BAR  | LEC  | LEC  | SPI | SPI | SIL  | SIL  | BUD  | BUD  | SPA | SPA | MNZ | MNZ | SOC | SOC |     |     |     |     |     |     |   |   | 134    | 4.º  | [ 11 ] |
| 2019  | Dallara F3 2019 Mecachrome V634 3.4 L | P    | 17  | Devlin DeFrancesco | 23   | 20   | 21†  | 21   | 17  | 9   | 27   | 17   | 12   | 11   | 29  | Ret | 12  | 16  | 23  | 12  |     |     |     |     |     |     |   |   | 134    | 4.º  | [ 11 ] |
| 2019  | Dallara F3 2019 Mecachrome V634 3.4 L | P    | 18  | Pedro Piquet       | 26   | 16   | 3    | 2    | 4   | 15  | 6    | 27†  | Ret  | 27   | 1   | 6   | 5   | 5   | 6   | Ret |     |     |     |     |     |     |   |   | 134    | 4.º  | [ 11 ] |
| 2019  | Dallara F3 2019 Mecachrome V634 3.4 L | P    | 19  | Niko Kari          | 8    | 3    | 18   | 24†  | 11  | Ret | 18   | 19   | 14   | 12   | 19  | Ret | Ret | 15  | 3   | 5   |     |     |     |     |     |     |   |   | 134    | 4.º  | [ 11 ] |
| 2020  | Dallara F3 2019 Mecachrome V634 3.4 L | P    |     |                    | SPI1 | SPI1 | SPI2 | SPI2 | BUD | BUD | SIL1 | SIL1 | SIL2 | SIL2 | BAR | BAR | SPA | SPA | MNZ | MNZ | MUG | MUG |     |     |     |     |   |   | 261.5  | 2.º  | [ 12 ] |
| 2020  | Dallara F3 2019 Mecachrome V634 3.4 L | P    | 10  | Lirim Zendeli      | 5    | 5    | 2    | 10   | Ret | 16  | 13   | 11   | 9    | 2    | 12  | 16  | 1   | 8   | 7   | 4   | 4   | Ret |     |     |     |     |   |   | 261.5  | 2.º  | [ 12 ] |
| 2020  | Dallara F3 2019 Mecachrome V634 3.4 L | P    | 11  | David Beckmann     | 7    | 4    | 3    | 3    | 10  | 1   | 9    | 1    | 5    | 4    | 5   | 9   | 3   | 9   | 4   | Ret | 8   | 2   |     |     |     |     |   |   | 261.5  | 2.º  | [ 12 ] |
| 2020  | Dallara F3 2019 Mecachrome V634 3.4 L | P    | 12  | Olli Caldwell      | 20   | 19   | 5    | 6    | 21  | 18  | Ret  | 26   | 21   | 22   | 20  | Ret | 7   | 11  | Ret | 9   | 17  | 16  |     |     |     |     |   |   | 261.5  | 2.º  | [ 12 ] |
| 2021* | Dallara F3 2019 Mecachrome V634 3.4 L | P    |     |                    | 1    | 1    | 1    | 2    | 2   | 2   | 3    | 3    | 3    | 4    | 4   | 4   | 5   | 5   | 5   | 6   | 6   | 6   | 7   | 7   | 7   | 8   | 8 | 8 | 381*   | 2.º* | [ 12 ] |
| 2021* | Dallara F3 2019 Mecachrome V634 3.4 L | P    | BAR | BAR                | BAR  | LEC  | LEC  | LEC  | SPI | SPI | SPI  | BUD  | BUD  | BUD  | SPA | SPA | SPA | ZAN | ZAN | ZAN | SPA | SPA | SPA | SOC | SOC | SOC |   |   | 381*   | 2.º* | [ 12 ] |
| 2021* | Dallara F3 2019 Mecachrome V634 3.4 L | P    | 4   | Jack Doohan        | 17   | 8    | 2    | 7    | 5   | 1   | 3    | 7    | 27†  | 9    | 13  | 3   | 12  | 1   | 1   | 6   | 19  | 4   | 15  | C   | 1   |     |   |   | 381*   | 2.º* | [ 12 ] |
| 2021* | Dallara F3 2019 Mecachrome V634 3.4 L | P    | 5   | Clément Novalak    | 2    | 4    | 6    | 5    | 6   | 5   | Ret  | 13   | Ret  | 4    | 8   | 5   | 7   | 5   | 5   | 11  | 2   | 2   | 4   | C   | 3   |     |   |   | 381*   | 2.º* | [ 12 ] |
| 2021* | Dallara F3 2019 Mecachrome V634 3.4 L | P    | 6   | David Schumacher   | 11   | Ret  | 12   | 16   | 11  | 27  | 12   | 1    | 11   | 8    | 6   | 4   | 11  | 2   | 9   | 14  | 5   | 30† | 14  | C   | 15  |     |   |   | 381*   | 2.º* | [ 12 ] |

- * Temporada en progreso.

### Categorías pasadas

#### GP2 Series
(Clave) (negrita indica pole position) (cursiva indica vuelta rápida puntuable)

| Año  | Chasis                                 | Neu. | N.º | Pilotos            | 1   | 1   | 2   | 2   | 3   | 3   | 4   | 4   | 5   | 5   | 6   | 6   | 7   | 7   | 8   | 8   | 9   | 9   | 10  | 10  | 11  | 11  | 12  | 12  | Puntos | Pos. | Ref.   |
| ---- | -------------------------------------- | ---- | --- | ------------------ | --- | --- | --- | --- | --- | --- | --- | --- | --- | --- | --- | --- | --- | --- | --- | --- | --- | --- | --- | --- | --- | --- | --- | --- | ------ | ---- | ------ |
| 2006 | Dallara GP2/05 Mecachrome V8108 GP2 V8 | B    |     |                    | VAL | VAL | IMO | IMO | NÜR | NÜR | BAR | BAR | MON | MON | SIL | SIL | MAG | MAG | HOC | HOC | BUD | BUD | EST | EST | MNZ | MNZ |     |     | 45     | 6.º  | [ 13 ] |
| 2006 | Dallara GP2/05 Mecachrome V8108 GP2 V8 | B    | 26  | Gianmaria Bruni    | 6   | 5   | 1   | Ret | Ret | 16  | Ret | 17  | Ret | Ret | Ret | 15  | Ret | Ret | 1   | 6   | Ret | 8   | Ret | 15  | Ret | 9   |     |     | 45     | 6.º  | [ 13 ] |
| 2006 | Dallara GP2/05 Mecachrome V8108 GP2 V8 | B    | 27  | Andreas Zuber      | Ret | 13  | Ret | 8   | 14  | Ret | Ret | 11  | 5   | 5   | Ret | Ret | Ret | 18  | Ret | 14  | 14  | 9   | 7   | 1   | Ret | NC  |     |     | 45     | 6.º  | [ 13 ] |
| 2007 | Dallara GP2/05 Mecachrome V8108 GP2 V8 | B    |     |                    | SAK | SAK | BAR | BAR | MON | MON | MAG | MAG | SIL | SIL | NÜR | NÜR | BUD | BUD | EST | EST | MNZ | MNZ | SPA | SPA | VAL | VAL |     |     | 35     | 10.º | [ 14 ] |
| 2007 | Dallara GP2/05 Mecachrome V8108 GP2 V8 | B    | 11  | Pastor Maldonado   | DNS | 16† | Ret | 17† | 1   | 1   | 10  | 8   | 7   | 2   | 6   | 4   | Ret | Ret |     |     |     |     |     |     |     |     |     |     | 35     | 10.º | [ 14 ] |
| 2007 | Dallara GP2/05 Mecachrome V8108 GP2 V8 | B    | 11  | Ricardo Risatti    |     |     |     |     |     |     |     |     |     |     |     |     |     |     | 16  | 10  | 8   | Ret | 20† | 18  |     |     |     |     | 35     | 10.º | [ 14 ] |
| 2007 | Dallara GP2/05 Mecachrome V8108 GP2 V8 | B    | 11  | Sergio Hernández   |     |     |     |     |     |     |     |     |     |     |     |     |     |     |     |     |     |     |     |     | Ret | 19  |     |     | 35     | 10.º | [ 14 ] |
| 2007 | Dallara GP2/05 Mecachrome V8108 GP2 V8 | B    | 12  | Kōhei Hirate       | 18  | Ret | 13  | 10  | 12  | 12  | Ret | 11  | 18  | Ret | 5   | 2   | 11  | 10  | Ret | Ret | Ret | 10  | Ret | 13  | Ret | 16  |     |     | 35     | 10.º | [ 14 ] |
| 2008 | Dallara GP2/08 Mecachrome V8108 GP2 V8 | B    |     |                    | BAR | BAR | EST | EST | MON | MON | MAG | MAG | SIL | SIL | HOC | HOC | BUD | BUD | VAL | VAL | SPA | SPA | MNZ | MNZ |     |     |     |     | 27     | 9.º  | [ 15 ] |
| 2008 | Dallara GP2/08 Mecachrome V8108 GP2 V8 | B    | 20  | Mike Conway        | Ret | 8   | 9   | 5   | 8†  | 1   | 8   | 6   | 14  | 4   | Ret | 9   | 6   | 11  | Ret | 8   | 7   | Ret | 13  | Ret |     |     |     |     | 27     | 9.º  | [ 15 ] |
| 2008 | Dallara GP2/08 Mecachrome V8108 GP2 V8 | B    | 21  | Ho-Pin Tung        | Ret | 14  | 11  | Ret | 7   | 2   | Ret | 14  | 18  | Ret | 13  | 7   | Ret | 14  | Ret | 9   | 15  | 10  | Ret | 8   |     |     |     |     | 27     | 9.º  | [ 15 ] |
| 2009 | Dallara GP2/08 Mecachrome V8108 GP2 V8 | B    |     |                    | BAR | BAR | MON | MON | EST | EST | SIL | SIL | NÜR | NÜR | BUD | BUD | VAL | VAL | SPA | SPA | MNZ | MNZ | ALG | ALG |     |     |     |     | 3      | 12.º | [ 16 ] |
| 2009 | Dallara GP2/08 Mecachrome V8108 GP2 V8 | B    | 18  | Ricardo Teixeira   | Ret | 20  | DNQ | DNQ | 14  | 18  | Ret | 18  | Ret | 15  | Ret | 19  | Ret | 14  | Ret | 14  | 16  | 14  | 15  | 21  |     |     |     |     | 3      | 12.º | [ 16 ] |
| 2009 | Dallara GP2/08 Mecachrome V8108 GP2 V8 | B    | 19  | Davide Rigon       | 17  | 21† | 9   | 7   | 10  | 8   | 16  | 20  |     |     | 8   | Ret | 12  | 7   | Ret | 5   | 9   | 8   | 14  | 9   |     |     |     |     | 3      | 12.º | [ 16 ] |
| 2009 | Dallara GP2/08 Mecachrome V8108 GP2 V8 | B    | 19  | Rodolfo González   |     |     |     |     |     |     |     |     | 15  | 19  |     |     |     |     |     |     |     |     |     |     |     |     |     |     | 3      | 12.º | [ 16 ] |
| 2010 | Dallara GP2/08 Mecachrome V8108 GP2 V8 | B    |     |                    | BAR | BAR | MON | MON | EST | EST | VAL | VAL | SIL | SIL | HOC | HOC | BUD | BUD | SPA | SPA | MNZ | MNZ | YMC | YMC |     |     |     |     | 14     | 11.º | [ 17 ] |
| 2010 | Dallara GP2/08 Mecachrome V8108 GP2 V8 | B    | 24  | Johnny Cecotto Jr. | Ret | 17  | 9   | 4   | 12  | 12  | Ret | 14  | 18  | 23  | 13  | Ret | Ret | 13  | 10  | Ret |     |     |     |     |     |     |     |     | 14     | 11.º | [ 17 ] |
| 2010 | Dallara GP2/08 Mecachrome V8108 GP2 V8 | B    | 24  | Edoardo Piscopo    |     |     |     |     |     |     |     |     |     |     |     |     |     |     |     |     | 7   | Ret |     |     |     |     |     |     | 14     | 11.º | [ 17 ] |
| 2010 | Dallara GP2/08 Mecachrome V8108 GP2 V8 | B    | 24  | Federico Leo       |     |     |     |     |     |     |     |     |     |     |     |     |     |     |     |     |     |     | 19  | Ret |     |     |     |     | 14     | 11.º | [ 17 ] |
| 2010 | Dallara GP2/08 Mecachrome V8108 GP2 V8 | B    | 25  | Adrian Zaugg       | 16  | 15  | Ret | 12  | Ret | Ret | 14  | 15  | 15  | 21  | 7   | 3   | 15  | 8   | 15  | 9   | 6   | 7   | Ret | DNS |     |     |     |     | 14     | 11.º | [ 17 ] |
| 2011 | Dallara GP2/11 Mecachrome V8108 GP2 V8 | P    |     |                    | EST | EST | BAR | BAR | MON | MON | VAL | VAL | SIL | SIL | NÜR | NÜR | BUD | BUD | SPA | SPA | MNZ | MNZ |     |     |     |     |     |     | 22     | 8.º  | [ 18 ] |
| 2011 | Dallara GP2/11 Mecachrome V8108 GP2 V8 | P    | 20  | Rodolfo González   | Ret | 22  | 20  | 10  | Ret | 14  | 15  | Ret | 18  | 13  | 9   | 15  | Ret | 9   | Ret | 17  | 19  | 16  |     |     |     |     |     |     | 22     | 8.º  | [ 18 ] |
| 2011 | Dallara GP2/11 Mecachrome V8108 GP2 V8 | P    | 21  | Stefano Coletti    | 5   | 1   | 10  | 20† | 5   | Ret | 17  | 19† | 7   | 22  | Ret | Ret | 21  | 1   | Ret | DNS |     |     |     |     |     |     |     |     | 22     | 8.º  | [ 18 ] |
| 2011 | Dallara GP2/11 Mecachrome V8108 GP2 V8 | P    | 21  | Stéphane Richelmi  |     |     |     |     |     |     |     |     |     |     |     |     |     |     |     |     | 15  | 14  |     |     |     |     |     |     | 22     | 8.º  | [ 18 ] |
| 2012 | Dallara GP2/11 Mecachrome V8108 GP2 V8 | P    |     |                    | KUA | KUA | SAK | SAK | SAK | SAK | BAR | BAR | MON | MON | VAL | VAL | SIL | SIL | HOC | HOC | BUD | BUD | SPA | SPA | MNZ | MNZ | SIN | SIN | 34     | 10.º | [ 19 ] |
| 2012 | Dallara GP2/11 Mecachrome V8108 GP2 V8 | P    | 16  | Stéphane Richelmi  | 19  | 19  | 11  | Ret | 17  | 17  | 21  | 19  | 8   | Ret | 14  | Ret | 13  | Ret | 3   | 21  | 17  | 21  | 9   | 6   | 13  | 9   | 14  | 22† | 34     | 10.º | [ 19 ] |
| 2012 | Dallara GP2/11 Mecachrome V8108 GP2 V8 | P    | 17  | Julián Leal        | 15  | 15  | 12  | 17  | 15  | 14  | 24  | 17  | 21  | Ret | 12  | 8   | 20  | 17  | 21  | 12  | 16  | 15  | 7   | 9   | 10  | 8   | 11  | 16  | 34     | 10.º | [ 19 ] |
| 2013 | Dallara GP2/11 Mecachrome V8108 GP2 V8 | P    |     |                    | KUA | KUA | SAK | SAK | BAR | BAR | MON | MON | SIL | SIL | NÜR | NÜR | BUD | BUD | SPA | SPA | MNZ | MNZ | SIN | SIN | YMC | YMC |     |     | 49     | 11.º | [ 20 ] |
| 2013 | Dallara GP2/11 Mecachrome V8108 GP2 V8 | P    | 20  | Nathanaël Berthon  | Ret | 21  | 17  | 22  | Ret | 23  | Ret | 21  | 20  | Ret | 17  | 15  | 8   | 1   | 22  | 13  | Ret | 21  | Ret | 10  | 18† | 13  |     |     | 49     | 11.º | [ 20 ] |
| 2013 | Dallara GP2/11 Mecachrome V8108 GP2 V8 | P    | 21  | Kevin Ceccon       | 17  | 22  | 11  | 10  | 7   | 7   | 2   | 7   | Ret | 12  | Ret | DNS |     |     |     |     |     |     |     |     |     |     |     |     | 49     | 11.º | [ 20 ] |
| 2013 | Dallara GP2/11 Mecachrome V8108 GP2 V8 | P    | 21  | Ricardo Teixeira   |     |     |     |     |     |     |     |     |     |     |     |     | 19  | 19  | 21  | 24  |     |     |     |     |     |     |     |     | 49     | 11.º | [ 20 ] |
| 2013 | Dallara GP2/11 Mecachrome V8108 GP2 V8 | P    | 21  | Sergio Campana     |     |     |     |     |     |     |     |     |     |     |     |     |     |     |     |     | 15  | 24  |     |     |     |     |     |     | 49     | 11.º | [ 20 ] |
| 2013 | Dallara GP2/11 Mecachrome V8108 GP2 V8 | P    | 21  | Gianmarco Raimondo |     |     |     |     |     |     |     |     |     |     |     |     |     |     |     |     |     |     | 21  | 22  | 17  | 15  |     |     | 49     | 11.º | [ 20 ] |
| 2014 | Dallara GP2/11 Mecachrome V8108 GP2 V8 | P    |     |                    | SAK | SAK | BAR | BAR | MON | MON | SPI | SPI | SIL | SIL | HOC | HOC | BUD | BUD | SPA | SPA | MNZ | MNZ | SOC | SOC | YMC | YMC |     |     | 169    | 6.º  | [ 21 ] |
| 2014 | Dallara GP2/11 Mecachrome V8108 GP2 V8 | P    | 22  | Axcil Jefferies    | Ret | 21  |     |     |     |     |     |     |     |     |     |     |     |     |     |     |     |     |     |     |     |     |     |     | 169    | 6.º  | [ 21 ] |
| 2014 | Dallara GP2/11 Mecachrome V8108 GP2 V8 | P    | 22  | Sergio Canamasas   |     |     | 17  | 18  | 5   | 2   | 15  | 9   | 15  | Ret | 15  | 13  | Ret | DNS | 20  | Ret | 18  | DSQ | 7   | Ret | 16  | 8   |     |     | 169    | 6.º  | [ 21 ] |
| 2014 | Dallara GP2/11 Mecachrome V8108 GP2 V8 | P    | 23  | Johnny Cecotto Jr. | 21  | 14  | 1   | 6   | 4   | 4   | 6   | 1   | 6   | 3   | 7   | Ret | Ret | Ret | 3   | 2   | 10  | Ret | 19  | 23† | 6   | 6   |     |     | 169    | 6.º  | [ 21 ] |
| 2015 | Dallara GP2/11 Mecachrome V8108 GP2 V8 | P    |     |                    | SAK | SAK | BAR | BAR | MON | MON | SPI | SPI | SIL | SIL | BUD | BUD | SPA | SPA | MNZ | MNZ | SOC | SOC | SAK | SAK | YMC | YMC |     |     | 11     | 7.º  | [ 22 ] |
| 2015 | Dallara GP2/11 Mecachrome V8108 GP2 V8 | P    | 11  | Raffaele Marciello | Ret | 20  | 6   | 17  | 8   | 2   | 15  | 10  | 6   | 2   | 7   | 4   | 14  | 12  | 15  | 7   | 6   | 3   | 4   | 5   | 2   | C   |     |     | 11     | 7.º  | [ 22 ] |
| 2015 | Dallara GP2/11 Mecachrome V8108 GP2 V8 | P    | 12  | René Binder        | 17  | Ret | 22  | Ret | 11  | 16  | 17  | 14  | 17  | 18  | 23  | 24  |     |     |     |     |     |     |     |     |     |     |     |     | 11     | 7.º  | [ 22 ] |
| 2015 | Dallara GP2/11 Mecachrome V8108 GP2 V8 | P    | 12  | Gustav Malja       |     |     |     |     |     |     |     |     |     |     |     |     | 10  | 18  |     |     |     |     |     |     |     |     |     |     | 11     | 7.º  | [ 22 ] |
| 2015 | Dallara GP2/11 Mecachrome V8108 GP2 V8 | P    | 12  | Johnny Cecotto Jr. |     |     |     |     |     |     |     |     |     |     |     |     |     |     | 18  | 13  | 13  | 22† |     |     |     |     |     |     | 11     | 7.º  | [ 22 ] |
| 2015 | Dallara GP2/11 Mecachrome V8108 GP2 V8 | P    | 12  | Daniël de Jong     |     |     |     |     |     |     |     |     |     |     |     |     |     |     |     |     |     |     | 19  | 14  | Ret | C   |     |     | 11     | 7.º  | [ 22 ] |
| 2016 | Dallara GP2/11 Mecachrome V8108 GP2 V8 | P    |     |                    | BAR | BAR | MON | MON | BAK | BAK | SPI | SPI | SIL | SIL | BUD | BUD | HOC | HOC | SPA | SPA | MNZ | MNZ | KUA | KUA | YMC | YMC |     |     | 11     | 8.º  | [ 23 ] |
| 2016 | Dallara GP2/11 Mecachrome V8108 GP2 V8 | P    | 14  | Philo Paz Armand   | Ret | Ret | 16  | Ret | Ret | Ret | 15  | 14  | 20  | 20  | 19  | 15  | 16  | Ret | 20  | 19  | 19  | 17  | 19  | Ret | 16  | 18  |     |     | 11     | 8.º  | [ 23 ] |
| 2016 | Dallara GP2/11 Mecachrome V8108 GP2 V8 | P    | 15  | Luca Ghiotto       | Ret | 12  | Ret | 14  | 9   | 12  | 4   | 9   | 5   | 2   | 17  | Ret | 2   | 4   | 7   | 3   | 6   | Ret | 7   | 1   | 11  | 19  |     |     | 11     | 8.º  | [ 23 ] |

#### GP2 Asia Series
(Clave) (negrita indica pole position) (cursiva indica vuelta rápida puntuable)

| Año     | Chasis                                 | Neu. | N.º | Pilotos              | 1    | 1    | 2    | 2    | 3    | 3    | 4    | 4    | 5    | 5    | 6    | 6    | Puntos | Pos. | Ref.   |
| ------- | -------------------------------------- | ---- | --- | -------------------- | ---- | ---- | ---- | ---- | ---- | ---- | ---- | ---- | ---- | ---- | ---- | ---- | ------ | ---- | ------ |
| 2008    | Dallara GP2/08 Mecachrome V8108 GP2 V8 | B    |     |                      | YMC1 | YMC1 | SEN  | SEN  | KUA  | KUA  | SAK  | SAK  | YMC2 | YMC2 |      |      | 4      | 13.º | [ 24 ] |
| 2008    | Dallara GP2/08 Mecachrome V8108 GP2 V8 | B    | 18  | Harald Schlegelmilch | 14   | 18   | Ret  | Ret  | 8    | Ret  | 14   | 5    | 16   | 7    |      |      | 4      | 13.º | [ 24 ] |
| 2008    | Dallara GP2/08 Mecachrome V8108 GP2 V8 | B    | 19  | Ho-Pin Tung          | 22   | 10   | Ret  | 6    | Ret  | 16   | Ret  | 7    | 10   | DSQ  |      |      | 4      | 13.º | [ 24 ] |
| 2008-09 | Dallara GP2/08 Mecachrome V8108 GP2 V8 | B    |     |                      | SHA  | SHA  | DUB  | DUB  | SAK1 | SAK1 | LOS  | LOS  | KUA  | KUA  | SAK2 | SAK2 | 11     | 9.º  | [ 25 ] |
| 2008-09 | Dallara GP2/08 Mecachrome V8108 GP2 V8 | B    | 24  | Giacomo Ricci        | 13   | Ret  |      |      |      |      |      |      |      |      |      |      | 11     | 9.º  | [ 25 ] |
| 2008-09 | Dallara GP2/08 Mecachrome V8108 GP2 V8 | B    | 24  | Alberto Valerio      |      |      | 16   | C    |      |      |      |      |      |      |      |      | 11     | 9.º  | [ 25 ] |
| 2008-09 | Dallara GP2/08 Mecachrome V8108 GP2 V8 | B    | 24  | Frankie Provenzano   |      |      |      |      | 15   | 15   | 19   | 20   |      |      |      |      | 11     | 9.º  | [ 25 ] |
| 2008-09 | Dallara GP2/08 Mecachrome V8108 GP2 V8 | B    | 24  | Ricardo Teixeira     |      |      |      |      |      |      |      |      | 17   | 19   | 17   | Ret  | 11     | 9.º  | [ 25 ] |
| 2008-09 | Dallara GP2/08 Mecachrome V8108 GP2 V8 | B    | 25  | Chris van der Drift  | 7    | 4    | Ret  | C    |      |      |      |      |      |      |      |      | 11     | 9.º  | [ 25 ] |
| 2008-09 | Dallara GP2/08 Mecachrome V8108 GP2 V8 | B    | 25  | Adrián Vallés        |      |      |      |      | Ret  | 19   |      |      |      |      |      |      | 11     | 9.º  | [ 25 ] |
| 2008-09 | Dallara GP2/08 Mecachrome V8108 GP2 V8 | B    | 25  | Davide Rigon         |      |      |      |      |      |      | 14   | 15   | Ret  | 13   | 7    | 3    | 11     | 9.º  | [ 25 ] |
| 2009-10 | Dallara GP2/08 Mecachrome V8108 GP2 V8 | B    |     |                      | YMC1 | YMC1 | YMC2 | YMC2 | SAK1 | SAK1 | SAK2 | SAK2 |      |      |      |      | 4      | 11.º | [ 26 ] |
| 2009-10 | Dallara GP2/08 Mecachrome V8108 GP2 V8 | B    | 18  | Johnny Cecotto Jr.   | 7    | 6    |      |      |      |      |      |      |      |      |      |      | 4      | 11.º | [ 26 ] |
| 2009-10 | Dallara GP2/08 Mecachrome V8108 GP2 V8 | B    | 18  | Dani Clos            |      |      | Ret  | 13   |      |      | 14   | 12   |      |      |      |      | 4      | 11.º | [ 26 ] |
| 2009-10 | Dallara GP2/08 Mecachrome V8108 GP2 V8 | B    | 18  | Adrian Zaugg         |      |      |      |      | 8    | 19   |      |      |      |      |      |      | 4      | 11.º | [ 26 ] |
| 2009-10 | Dallara GP2/08 Mecachrome V8108 GP2 V8 | B    | 19  | Plamen Kralev        | Ret  | Ret  | 16   | 20   | 22   | 16   | Ret  | 18   |      |      |      |      | 4      | 11.º | [ 26 ] |
| 2011    | Dallara GP2/11 Mecachrome V8108 GP2 V8 | P    |     |                      | YMC  | YMC  | IMO  | IMO  |      |      |      |      |      |      |      |      | 11     | 4.º  | [ 27 ] |
| 2011    | Dallara GP2/11 Mecachrome V8108 GP2 V8 | P    | 18  | Stefano Coletti      | 8    | 1    | 5    | Ret  |      |      |      |      |      |      |      |      | 11     | 4.º  | [ 27 ] |
| 2011    | Dallara GP2/11 Mecachrome V8108 GP2 V8 | P    | 19  | Rodolfo González     | 11   | 9    | 9    | Ret  |      |      |      |      |      |      |      |      | 11     | 4.º  | [ 27 ] |

#### GP3 Series
(Clave) (negrita indica pole position) (cursiva indica vuelta rápida puntuable)

| Año  | Chasis                             | Neu. | N.º | Pilotos                 | 1   | 1   | 2   | 2   | 3   | 3   | 4   | 4   | 5   | 5   | 6   | 6   | 7   | 7   | 8   | 8   | 9   | 9   | Puntos | Pos. | Ref.   |
| ---- | ---------------------------------- | ---- | --- | ----------------------- | --- | --- | --- | --- | --- | --- | --- | --- | --- | --- | --- | --- | --- | --- | --- | --- | --- | --- | ------ | ---- | ------ |
| 2012 | Dallara GP3/10 Renault 2.0 L Turbo | P    |     |                         | BAR | BAR | MON | MON | VAL | VAL | SIL | SIL | HOC | HOC | BUD | BUD | SPA | SPA | MNZ | MNZ |     |     | 31     | 9.º  | [ 28 ] |
| 2012 | Dallara GP3/10 Renault 2.0 L Turbo | P    | 23  | Vicky Piria             | 22  | 16  | 19  | 12  | 17  | 18  | 18  | 21† | 14  | Ret | 20  | 19  | 16  | 19  | 16  | Ret |     |     | 31     | 9.º  | [ 28 ] |
| 2012 | Dallara GP3/10 Renault 2.0 L Turbo | P    | 24  | Antonio Spavone         | 17  | Ret | 20  | 14  | Ret | 17  | 21  | 18  |     |     |     |     |     |     |     |     |     |     | 31     | 9.º  | [ 28 ] |
| 2012 | Dallara GP3/10 Renault 2.0 L Turbo | P    | 25  | Giovanni Venturini      |     |     |     |     |     |     | 13  | 16  | 3   | 8   | 11  | Ret | 9   | 9   | 8   | 3   |     |     | 31     | 9.º  | [ 28 ] |
| 2013 | Dallara GP3/13 AER 3.4 L           | P    |     |                         | BAR | BAR | VAL | VAL | SIL | SIL | NÜR | NÜR | BUD | BUD | SPA | SPA | MNZ | MNZ | YMC | YMC |     |     | 32     | 8.º  | [ 29 ] |
| 2013 | Dallara GP3/13 AER 3.4 L           | P    | 23  | Giovanni Venturini      | 12  | 8   | 15  | 13  | 8   | 1   | 16  | 14  | 9   | 6   | 11  | 11  | 11  | Ret | 11  | 9   |     |     | 32     | 8.º  | [ 29 ] |
| 2013 | Dallara GP3/13 AER 3.4 L           | P    | 24  | David Fumanelli         | 7   | 17  | Ret | Ret | Ret | 20  | 17  | 20  | 16  | 18  | 15  | 14  | 15  | 18  |     |     |     |     | 32     | 8.º  | [ 29 ] |
| 2013 | Dallara GP3/13 AER 3.4 L           | P    | 24  | Robert Cregan           |     |     |     |     |     |     |     |     |     |     |     |     |     |     | 16  | 13  |     |     | 32     | 8.º  | [ 29 ] |
| 2013 | Dallara GP3/13 AER 3.4 L           | P    | 25  | Emanuele Zonzini        | 17  | Ret | 16  | 14  | 19  | Ret | 15  | 12  | Ret | Ret | Ret | 23  | 14  | 14  | 14  | 14  |     |     | 32     | 8.º  | [ 29 ] |
| 2014 | Dallara GP3/13 AER 3.4 L           | P    |     |                         | BAR | BAR | SPI | SPI | SIL | SIL | HOC | HOC | BUD | BUD | SPA | SPA | MNZ | MNZ | SOC | SOC | YMC | YMC | 12     | 9.º  | [ 30 ] |
| 2014 | Dallara GP3/13 AER 3.4 L           | P    | 23  | Victor Carbone          | Ret | 17  | 18  | 18  | 23  | Ret | 23  | 20  |     |     |     |     |     |     |     |     |     |     | 12     | 9.º  | [ 30 ] |
| 2014 | Dallara GP3/13 AER 3.4 L           | P    | 23  | Konstantin Tereshchenko |     |     |     |     |     |     |     |     |     |     | DNS | DNS |     |     |     |     |     |     | 12     | 9.º  | [ 30 ] |
| 2014 | Dallara GP3/13 AER 3.4 L           | P    | 23  | Luca Ghiotto            |     |     |     |     |     |     |     |     |     |     |     |     | 21  | 13  |     |     |     |     | 12     | 9.º  | [ 30 ] |
| 2014 | Dallara GP3/13 AER 3.4 L           | P    | 23  | Kang Ling               |     |     |     |     |     |     |     |     |     |     |     |     |     |     |     |     | 20  | 16  | 12     | 9.º  | [ 30 ] |
| 2014 | Dallara GP3/13 AER 3.4 L           | P    | 24  | Roman de Beer           | Ret | DSQ | 12  | 4   | 17  | 16  | 21  | 17  | 15  | 12  |     |     |     |     |     |     |     |     | 12     | 9.º  | [ 30 ] |
| 2014 | Dallara GP3/13 AER 3.4 L           | P    | 24  | John Bryant-Meisner     |     |     |     |     |     |     |     |     |     |     | 20† | 22  | 17  | 17  |     |     |     |     | 12     | 9.º  | [ 30 ] |
| 2014 | Dallara GP3/13 AER 3.4 L           | P    | 24  | Patrick Kujala          |     |     |     |     |     |     |     |     |     |     |     |     |     |     | 13  | 9   |     |     | 12     | 9.º  | [ 30 ] |
| 2014 | Dallara GP3/13 AER 3.4 L           | P    | 24  | Ryan Cullen             |     |     |     |     |     |     |     |     |     |     |     |     |     |     |     |     | 19  | Ret | 12     | 9.º  | [ 30 ] |
| 2014 | Dallara GP3/13 AER 3.4 L           | P    | 25  | Denis Nagulin           | 20  | Ret |     |     |     |     |     |     |     |     |     |     |     |     |     |     |     |     | 12     | 9.º  | [ 30 ] |
| 2014 | Dallara GP3/13 AER 3.4 L           | P    | 25  | Mitchell Gilbert        |     |     |     |     | DNS | DNS | 14  | Ret | 20  | 24  |     |     | 18  | 20  | 20  | 14  |     |     | 12     | 9.º  | [ 30 ] |
| 2014 | Dallara GP3/13 AER 3.4 L           | P    | 25  | Luca Ghiotto            |     |     |     |     |     |     |     |     |     |     | 18  | 14  |     |     |     |     |     |     | 12     | 9.º  | [ 30 ] |
| 2014 | Dallara GP3/13 AER 3.4 L           | P    | 25  | Patrick Kujala          |     |     |     |     |     |     |     |     |     |     |     |     |     |     |     |     | Ret | 14  | 12     | 9.º  | [ 30 ] |
| 2015 | Dallara GP3/13 AER 3.4 L           | P    |     |                         | BAR | BAR | SPI | SPI | SIL | SIL | BUD | BUD | SPA | SPA | MNZ | MNZ | SOC | SOC | SAK | SAK | YMC | YMC | 282    | 2.º  | [ 31 ] |
| 2015 | Dallara GP3/13 AER 3.4 L           | P    | 26  | Artur Janosz            | 15  | 12  | 21  | 9   | 9   | 17  | 16  | Ret | 12  | 7   | 16  | Ret | 10  | 5   | 6   | 12  | 10  | 9   | 282    | 2.º  | [ 31 ] |
| 2015 | Dallara GP3/13 AER 3.4 L           | P    | 27  | Luca Ghiotto            | 2   | 8   | 1   | 3   | 4   | 7   | 1   | 4   | 5   | 1   | Ret | 3   | 1   | 8   | 4   | 1   | 5   | 4   | 282    | 2.º  | [ 31 ] |
| 2015 | Dallara GP3/13 AER 3.4 L           | P    | 28  | Óscar Tunjo             | 16  | 11  | 9   | 1   | 11  | 10  |     |     |     |     |     |     |     |     |     |     |     |     | 282    | 2.º  | [ 31 ] |
| 2015 | Dallara GP3/13 AER 3.4 L           | P    | 28  | Beitske Visser          |     |     |     |     |     |     |     |     | Ret | 15  |     |     |     |     |     |     |     |     | 282    | 2.º  | [ 31 ] |
| 2015 | Dallara GP3/13 AER 3.4 L           | P    | 28  | Amaury Bonduel          |     |     |     |     |     |     |     |     |     |     | 14  | 12  |     |     |     |     |     |     | 282    | 2.º  | [ 31 ] |
| 2015 | Dallara GP3/13 AER 3.4 L           | P    | 28  | Michele Beretta         |     |     |     |     |     |     |     |     |     |     |     |     | 18  | 13  | 20  | 15  | 20  | 18  | 282    | 2.º  | [ 31 ] |
| 2016 | Dallara GP3/16 Mecachrome 3.4 L    | P    |     |                         | BAR | BAR | SPI | SPI | SIL | SIL | BUD | BUD | HOC | HOC | SPA | SPA | MNZ | MNZ | KUA | KUA | YMC | YMC | 170    | 3.º  | [ 32 ] |
| 2016 | Dallara GP3/16 Mecachrome 3.4 L    | P    | 5   | Antonio Fuoco           | 4   | 3   | 5   | 3   | 3   | 1   | 2   | 10  | 1   | 18† | 4   | 2   | 8   | 3   | 8   | Ret | 16  | 17  | 170    | 3.º  | [ 32 ] |
| 2016 | Dallara GP3/16 Mecachrome 3.4 L    | P    | 6   | Artur Janosz            | 16  | 12  | 11  | 9   | 9   | 15  | 14  | 12  | 11  | Ret | 12  | 9   | 16  | 8   | Ret | 16  | Ret | 19  | 170    | 3.º  | [ 32 ] |
| 2016 | Dallara GP3/16 Mecachrome 3.4 L    | P    | 7   | Giuliano Alesi          | 22  | 16  | DNS | DNS | 16  | Ret | 19  | 16  | Ret | 14  | 10  | 12  | DNS | 19  | 16  | 13  | 11  | 10  | 170    | 3.º  | [ 32 ] |
| 2016 | Dallara GP3/16 Mecachrome 3.4 L    | P    | 8   | Sandy Stuvik            | 18  | 15  | 10  | 8   | 7   | 10  | 18  | 18  | Ret | 12  | Ret | 17† | 12  | 15  | 10  | 20  | 15  | 18  | 170    | 3.º  | [ 32 ] |
| 2017 | Dallara GP3/16 Mecachrome 3.4 L    | P    |     |                         | BAR | BAR | SPI | SPI | SIL | SIL | BUD | BUD | SPA | SPA | MNZ | MNZ | JER | JER | YMC | YMC |     |     | 286    | 2.º  | [ 33 ] |
| 2017 | Dallara GP3/16 Mecachrome 3.4 L    | P    | 9   | Kevin Jörg              | 13  | 9   | 11  | 9   | 9   | 7   | 7   | 3   | 10  | 8   | 9   | C   | 20  | 18  | 9   | 7   |     |     | 286    | 2.º  | [ 33 ] |
| 2017 | Dallara GP3/16 Mecachrome 3.4 L    | P    | 10  | Giuliano Alesi          | 17  | 11  | 6   | 2   | 7   | 1   | 6   | 1   | 7   | 1   | 6   | C   | 9   | 7   | Ret | 10  |     |     | 286    | 2.º  | [ 33 ] |
| 2017 | Dallara GP3/16 Mecachrome 3.4 L    | P    | 11  | Ryan Tveter             | 12  | 18  | 5   | 4   | Ret | 13  | 8   | 2   | 6   | 3   | 5   | C   | 12  | 14  | 8   | 2   |     |     | 286    | 2.º  | [ 33 ] |
| 2017 | Dallara GP3/16 Mecachrome 3.4 L    | P    | 12  | Dorian Boccolacci       | 6   | 2   | 9   | 17† | 8   | Ret | 5   | 4   | 5   | 17  | 14  | C   | 7   | 2   | 7   | 1   |     |     | 286    | 2.º  | [ 33 ] |
| 2018 | Dallara GP3/16 Mecachrome 3.4 L    | P    |     |                         | BAR | BAR | LEC | LEC | SPI | SPI | SIL | SIL | BUD | BUD | SPA | SPA | MNZ | MNZ | SOC | SOC | YMC | YMC | 433    | 2.º  | [ 34 ] |
| 2018 | Dallara GP3/16 Mecachrome 3.4 L    | P    | 5   | Pedro Piquet            | 9   | Ret | 6   | 2   | 4   | 2   | 7   | 1   | 12  | 9   | 4   | 5   | 7   | 1   | 15  | 11  | 12  | Ret | 433    | 2.º  | [ 34 ] |
| 2018 | Dallara GP3/16 Mecachrome 3.4 L    | P    | 6   | Giuliano Alesi          | 7   | 1   | 3   | 6   | 6   | Ret | 8   | 2   | 17† | 16  | 9   | 6   | 6   | 2   | 14  | 17  | 6   | 10  | 433    | 2.º  | [ 34 ] |
| 2018 | Dallara GP3/16 Mecachrome 3.4 L    | P    | 7   | Ryan Tveter             | 17  | 14  | 11  | 9   | 7   | Ret | 4   | 3   | 5   | 6   | 2   | 8   | 11  | 16  | 18  | 9   | 11  | 5   | 433    | 2.º  | [ 34 ] |
| 2018 | Dallara GP3/16 Mecachrome 3.4 L    | P    | 8   | Alessio Lorandi         | 11  | 16  | 5   | 4   | 3   | 4   | 10  | 12  |     |     |     |     |     |     |     |     |     |     | 433    | 2.º  | [ 34 ] |
| 2018 | Dallara GP3/16 Mecachrome 3.4 L    | P    | 8   | David Beckmann          |     |     |     |     |     |     |     |     | 4   | 7   | 1   | Ret | 1   | 5   | 5   | 1   | 2   | Ret | 433    | 2.º  | [ 34 ] |